# Popowia
Chi Bồ bốt (danh pháp khoa học: Popowia) là chi thực vật có hoa trong họ Annonaceae.

## Phân bố
Ấn Độ (gồm cả quần đảo Nicobar), Indonesia (Borneo, Java, Sumatra, Sulawesi), Madagascar, Malaysia, Myanmar, New Guinea, Philippines, Thái Lan, Việt Nam.

## Các loài
Danh sách loài được công nhận lấy theo Plants of the World Online:
- Popowia alata S.K.Ganesan, 2010
- Popowia arfakensis Karthig. & Jayanthi, 2016[3]
- Popowia bachmaensis Ngoc, Tagane & Yahara, 2016 - Bồ bốt Bạch Mã.
- Popowia bancana Scheff., 1885
- Popowia beccarii Scheff., 1885
- Popowia beddomeana Hook.f. & Thomson, 1872
- Popowia clavata Diels, 1915
- Popowia coursii Cavaco & Keraudren, 1957
- Popowia cuspidata Miq., 1865
- Popowia cyanocarpa K.Schum. & Lauterb., 1900
- Popowia filipes Hemsl., 1885
- Popowia fusca King, 1892
- Popowia greveana (Baill.) Ghesq., 1939
- Popowia helferi Hook.f. & Thomson, 1872 - Bồ bốt Miến Điện.
- Popowia hirta Miq., 1865
- Popowia humbertii Cavaco & Keraudren, 1957
- Popowia lanceolata Merr., 1921
- Popowia macrocarpa Baill., 1868
- Popowia microphylla R.E.Fr., 1959
- Popowia odoardi Diels, 1931
- Popowia pachypetala Diels, 1912
- Popowia papuana Scheff., 1885
- Popowia parvifolia Kurz, 1875
- Popowia pauciflora Maingay ex Hook.f. & Thomson, 1872
- Popowia perakensis King, 1892
- Popowia pisocarpa (Blume) Endl. ex Walp., 1842 - Bồ bốt hạt đậu.
- Popowia platyphylla Diels, 1915
- Popowia polytricha Diels, 1929
- Popowia schefferiana Diels, 1912
- Popowia setosa Diels, 1915
- Popowia tomentosa Maingay ex Hook.f. & Thomson, 1872
- Popowia velutina King, 1892